# 川崎市立平間小学校
川崎市立平間小学校（かわさきしりつ ひらましょうがっこう）は、神奈川県川崎市中原区に所在する市立小学校。平間駅前の平間銀座は総合的な学習の時間における生徒の学習の場になっている。かつては附属の幼稚園があった。「ひらしょう」「ひらましょう」などと呼ばれる。

## 概要

### 歴史
- 1944年（昭和19年）1月27日 - 玉川・御幸両国民学校から分離し、川崎市立平間国民学校として創立。
- 1962年（昭和37年）6月19日 - 児童の多くが腹痛と発熱を訴え、苅宿小学校と合わせて622人が集団欠席。同月23日まで学校閉鎖[2]。
- 1993年（平成5年）1月27日 - 創立50周年を迎える。
- 2014年（平成26年）1月27日 - 創立70周年を迎える。

### 学区
出典
- 中原区
  - 鹿島田2丁目（1番～6番）
  - 鹿島田3丁目（7番）
  - 下平間（1番、2番）
  - 田尻町（全域）
  - 上平間（171番～217番、300番～309番、333番～371番、376番、377番、379番～430番、1152番～1999番）

### 教育目標
- 健康なからだと、豊かな心をもつ子
- 課題をもって、進んで行動する子

### 生徒の目当て
- 元気 本気
- 勇気 根気

## 進学先中学校
出典
- 川崎市立平間中学校（公立学校に進学する場合）

## 学校周辺
- 南武沿線道路
- 神奈川県立川崎工科高等学校 - 川崎市道をはさんで敷地が隣接。
- 平間公園
  - 児童プール
- 平間こども文化センター
- 川崎市立平間中学校
- FUSOグリーンガーデン - 敷地が隣接。
- ANIMAMALLかわさき
- 川崎市南平間保育園 - 進級前保育園のひとつ
- 川崎市消防局幸消防署平間出張所

## 交通
- 川崎市営バス「川71系統」で、「平間小学校前」バス停下車後徒歩1分。
- JR東日本南武線平間駅から徒歩11分。